# 小石雄一
小石 雄一（こいし ゆういち、1958年2月19日- ）は、日本の作家。石川県生まれ。

## 来歴
金沢市出身。駒澤大学法学部を卒業。通商産業省（現 経済産業省）入省。経済産業研究所、経済企画庁、総務省などを経て、経済産業省勤務。時間管理、人脈作り、知的生産などについて多数の著作がある。また講演活動も行う。NPOビジネス作家協会理事、沖縄支部長。全国人脈創りフォーラム代表。週末陶芸家。日本旅行作家協会所属。
勤務の傍ら、週末や就業後の時間を利用して20冊以上の著作を執筆し、かつ年間100回以上の勉強会やパーティを主催。
20年にわたってビジネスパーソンのライフスタイルを研究。アイデンティティ重視型の独自のライフスタイルを創造・実践。「人脈創りフォーラム」「土曜塾」などの非営利の社外勉強会を沖縄から札幌で開催し、講演、出版などを通じて情報を発信。
人脈創りフォーラム、話飲（わいん）の会は誰もが気楽に参加可能な社外勉強会として運営。

## 著書
- 『新ワープロ通信入門』徳間書店 1988
- 『HOW TO DynaBook』日本実業出版社 1990
- 『パソコンよ、参謀たれ！』WAVE出版 1990
- 『「週末」の達人』二期出版 1990
- 『朝（ビフォア9）の達人』二期出版 1991
- 『情報書斎術』日経新聞社 1992
- 『週末の達人＜PART2＞』二期出版 1995
- 『自分の時間」の使い方』明日香出版 1996
- 『「朝」の達人』PHP文庫 1996
- 『「週末」の達人』PHP文庫 1997
- 『知的書斎のつくりかた』PHP出版 1997
- 『週末の価値を倍にする！実践「週末の達人」』PHP文庫 1999[3]
- 『創造的フィールドライフ』二期出版 1997
- 『知の勉強法』KKベストセラーズ 1998
- 『「時間」の達人』PHP文庫 1999
- 『「人脈作り」の達人』祥伝社 1999
- 『時間を他人より2倍うまく使う技術』実日ビジネス 2002
- 『モバイルスタイル最強の時間術』PHP研究所 2002
- 『上級の時間術』明日香出版 2007
- 『ビジネスセンス10倍アップ土曜日力の鍛え方』明日香出版 2008[4]
- 『明日できることは、今日しない！』ビジネスアスキー 2009
- 『ビジネスセンス10倍アップ土曜日力の鍛え方（アドベンチャーブック）』明日香出版 2013